# Forcipomyia maculipes
Forcipomyia maculipes är en tvåvingeart som först beskrevs av Maurice Emile Marie Goetghebuer 1933.  Forcipomyia maculipes ingår i släktet Forcipomyia och familjen svidknott.
Artens utbredningsområde är Kongo. Inga underarter finns listade i Catalogue of Life.